# Kolekcja zabytków ruchomych Józefa Kuciaka
Kolekcja zabytków ruchomych Józefa Kuciaka – zbiór przedmiotów użytku codziennego z terenów gminy Frombork, pamiątek dokumentujących przemarsze wojsk, wydarzenia historyczne i obyczaje. Kolekcja znajduje się we wsi Wielkie Wierzno i jest przechowywana w domu właściciela – Józefa Kuciaka. Składa się ona z ponad 2000 eksponatów i wpisana jest do rejestru zabytków ruchomych pod numerem B-257.
Kolekcja tworzona przez Józefa Kuciaka powstaje od 1977 roku i jest jednym z większych prywatnych zbiorów w regionie. Większość eksponatów można oglądać na poddaszu domu Pana Kuciaka, a wśród nich znajdują się m.in.: dzwonki, butelki, żelazka, bagnety, młynki do pieprzu i kawy, porcelana, garnki, wagi, krucyfiksy oraz narzędzia wykorzystywane przy pracach w polu i do produkcji jedzenia. Kolekcja jest udostępniana dla zwiedzających, których odwiedziny dokumentowane są w kronice.

## Galeria

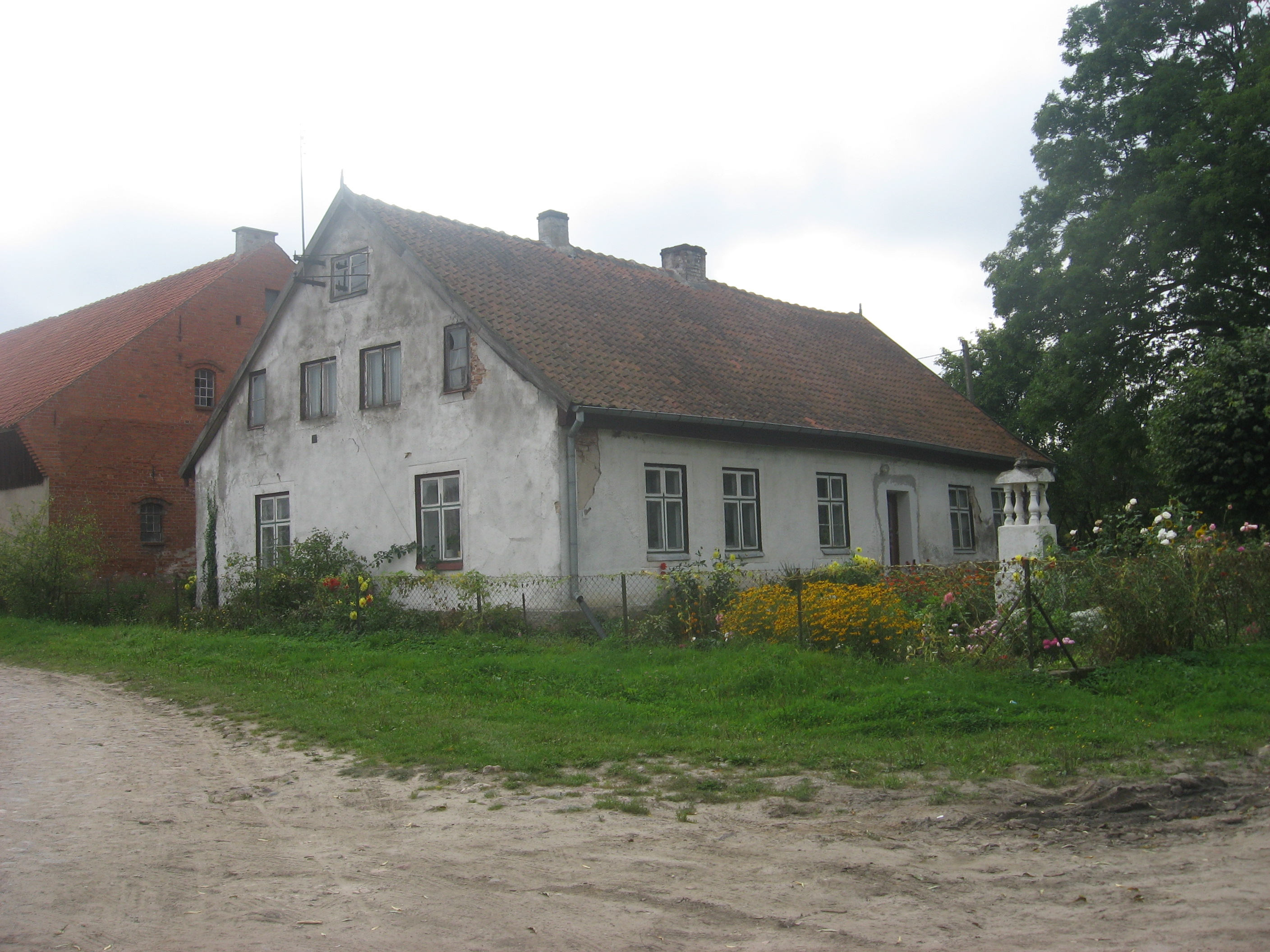
Dom Józefa Kuciaka
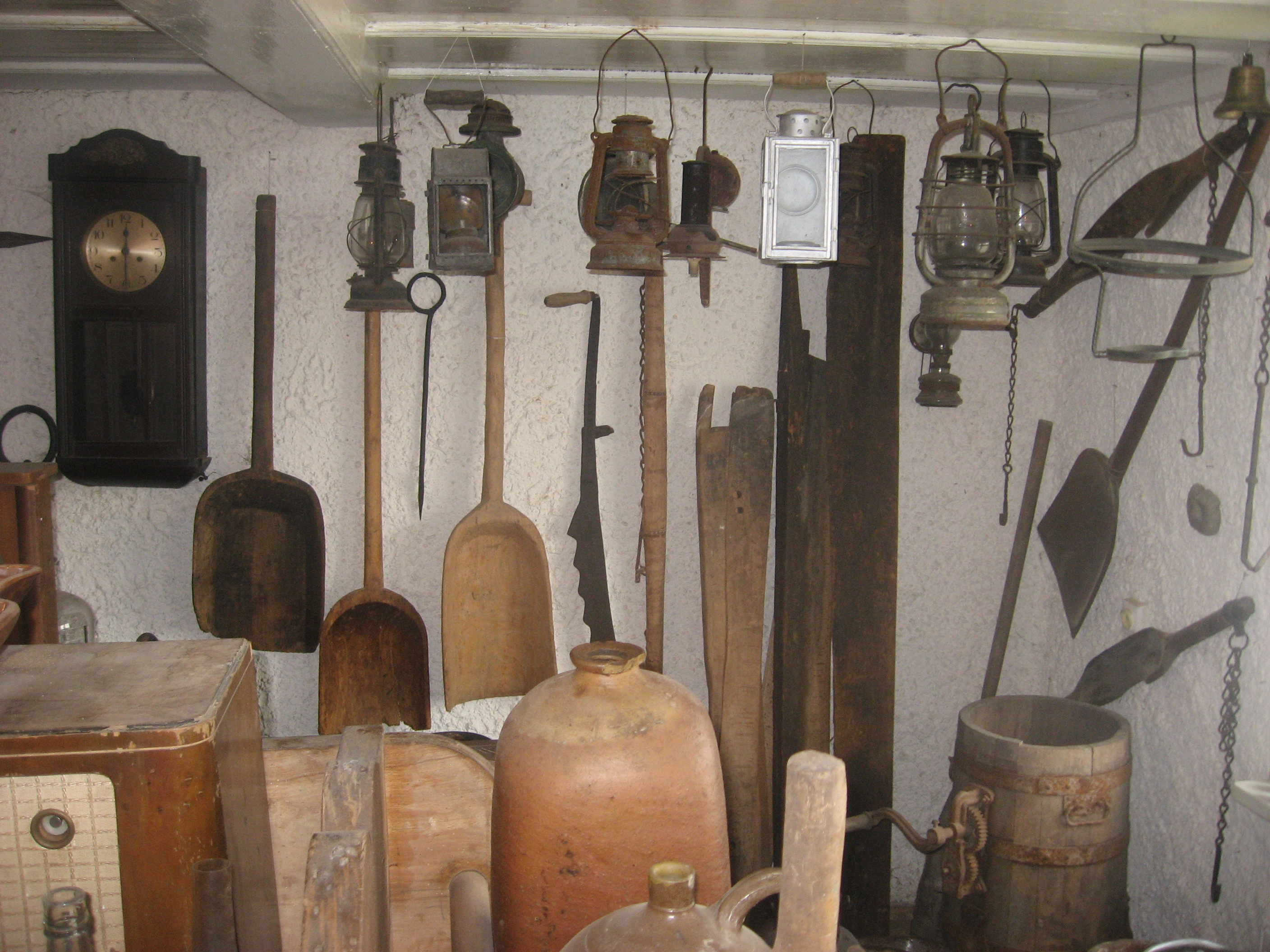
Narzędzia używane w domu i na polu
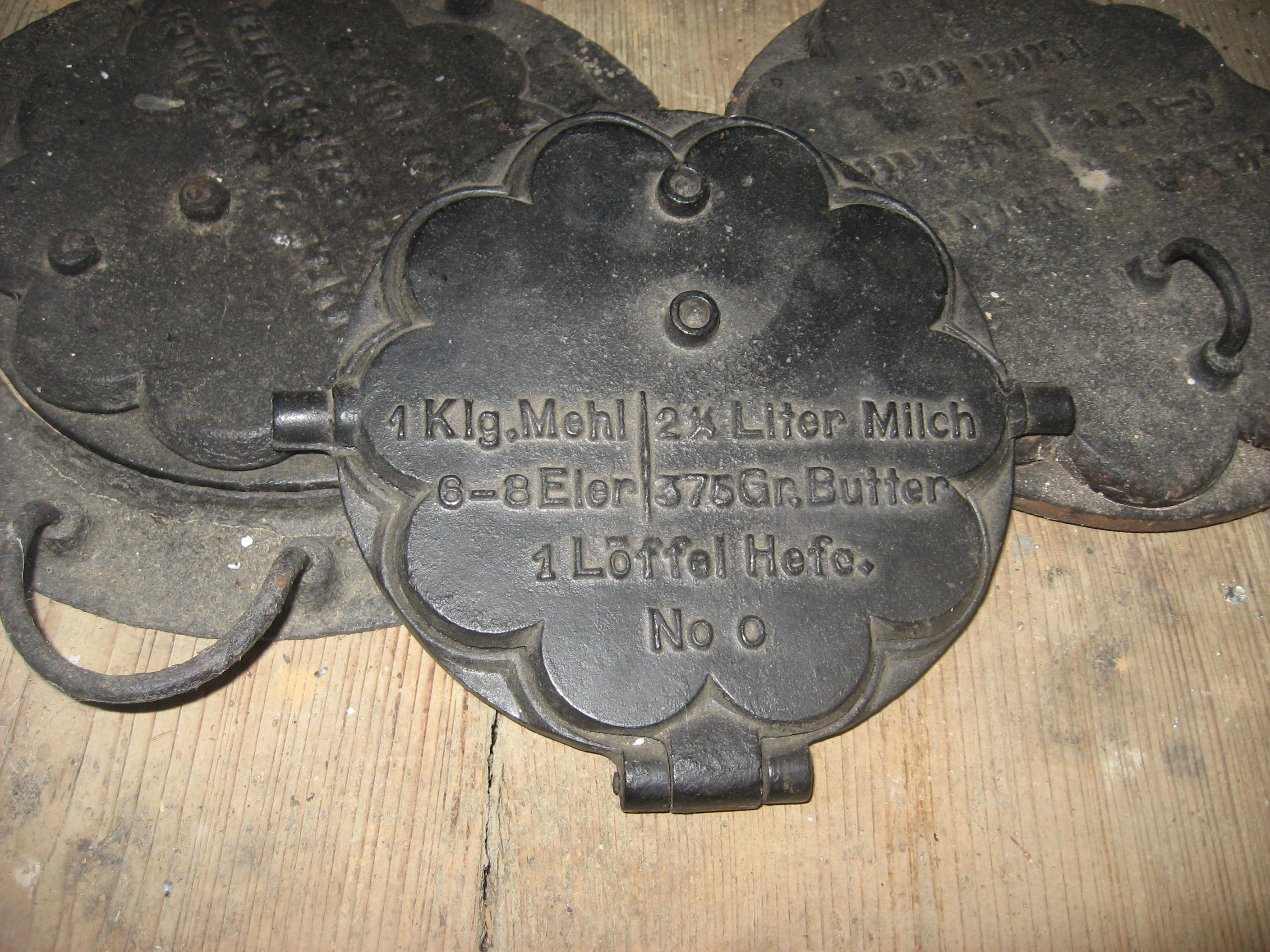
Wafelnice